# Głęboczek (Grande-Pologne)
Pour les articles homonymes, voir Głęboczek.
Głęboczek (prononciation : [ɡwɛmˈbɔt͡ʂɛk]) est un village polonais de la gmina de Murowana Goślina dans le powiat de Poznań de la voïvodie de Grande-Pologne dans le centre-ouest de la Pologne.
Il se situe à environ 6 kilomètres à l'est de Murowana Goślina (siège de la gmina) et à 20 kilomètres au nord-est de Poznań (siège du powiat et capitale régionale).

## Histoire
De 1975 à 1998, le village faisait partie du territoire de la voïvodie de Poznań.

Depuis 1999, Głęboczek est situé dans la voïvodie de Grande-Pologne.
Le village possède une population de 81 habitants en 2007.